# Museo zoologico della città di Strasburgo
Il Museo zoologico della città di Strasburgo espone delle collezioni di zoologia appartenenti alla città di Strasburgo e gestite l'Università di Strasburgo. Si trova in boulevard de la Victoire nelle vicinanze del palazzo dell'Università di Strasburgo.

## Storia
Il museo nacque dall'acquisizione, nel 1804 da parte della città di Strasburgo, dell'intera collezione di storia naturale di Jean Hermann (1738-1800). Dalla ricreazione dell'Università di Strasburgo, nel 1872, le è stata data la gestione scientifica e la valorizzazione delle collezioni. Da allora sono state sensibilmente arricchite.
La ricostruzione del laboratorio di storia naturale di Johann Hermann è stata completata nel museo zoologico nel dicembre 1988.
Nel 2010 il museo si è dotato della prima osteoteca del nord-est della Francia.

## Collezioni
Nello stato attuale il museo presenta delle collezioni molto varie e ricche di uccelli, mammiferi, invertebrati marini e insetti, con un interesse particolare per la fauna dell'Alsazia. 
Vi si trova inoltre la ricostruzione del laboratorio di storia naturale di Jean Hermann con numerosi documenti d'epoca.

### Collezioni
- 1.350.000 invertebrati;
- 1.000.000 insetti;
- 18.000 uccelli;
- 10.000 mammiferi;
- 2.450 pesci;
- 1.300 rettili e anfibi.

## Galleria d'immagini

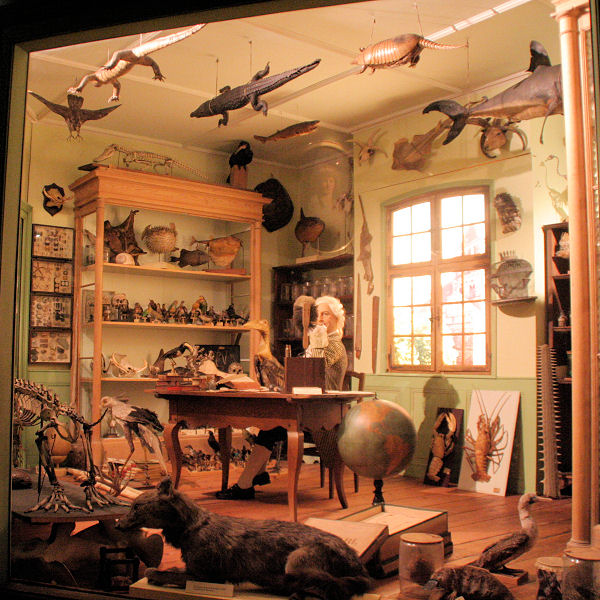
Ricostruzione del laboratorio di storia naturale di Jean Hermann
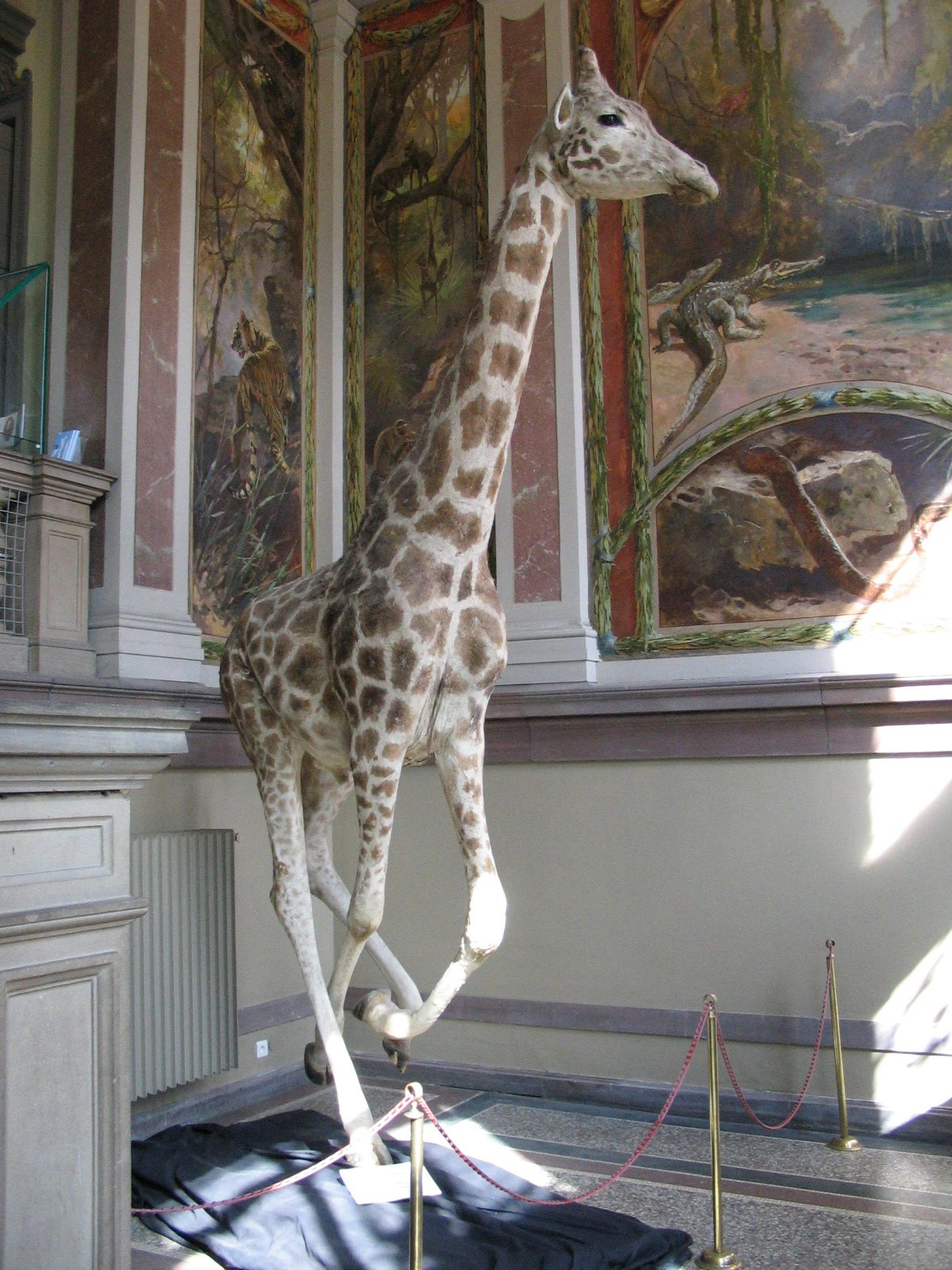
Giraffa impagliata all'ingresso del museo
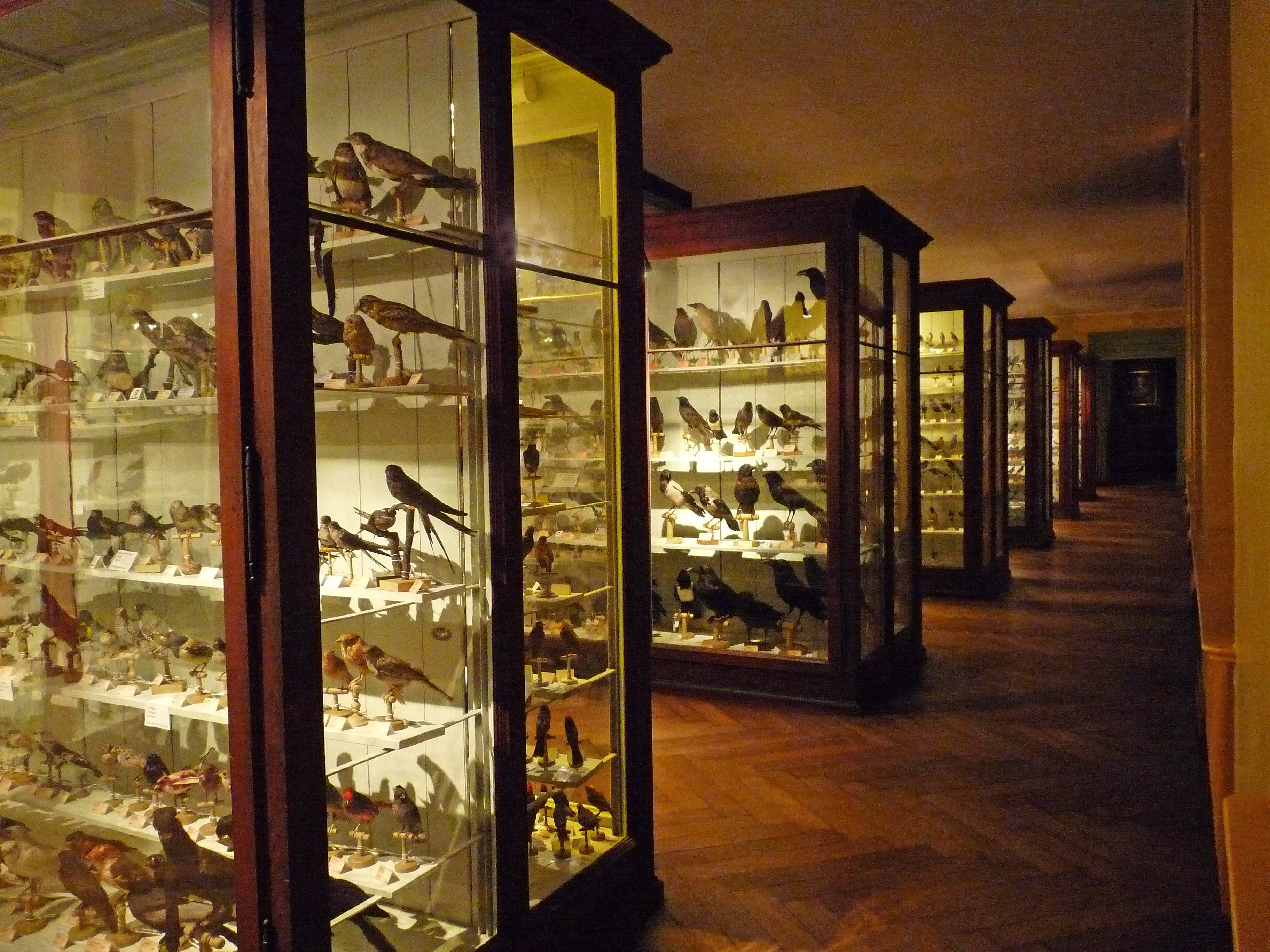
Collezione ornitologica
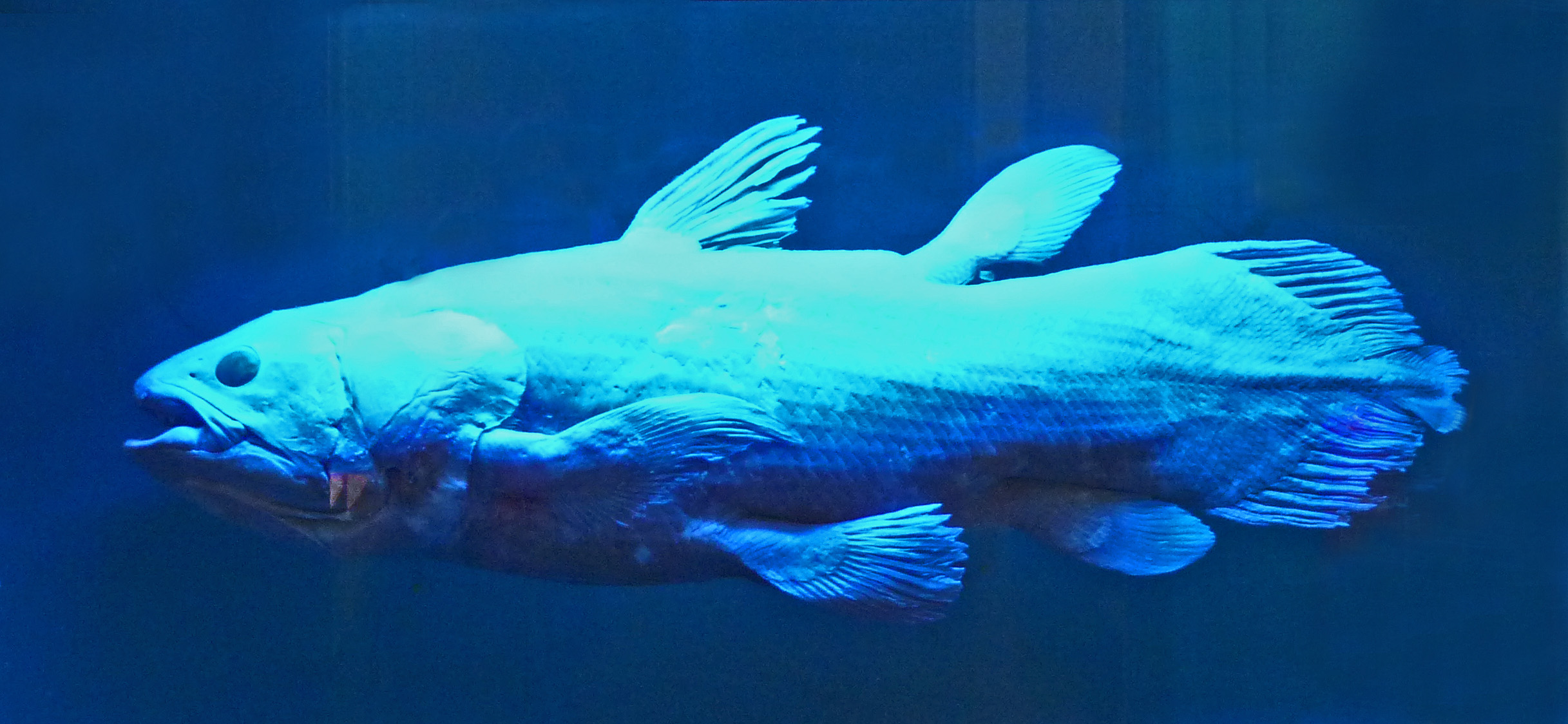
Cœlacanthe Latimeria chalumnae
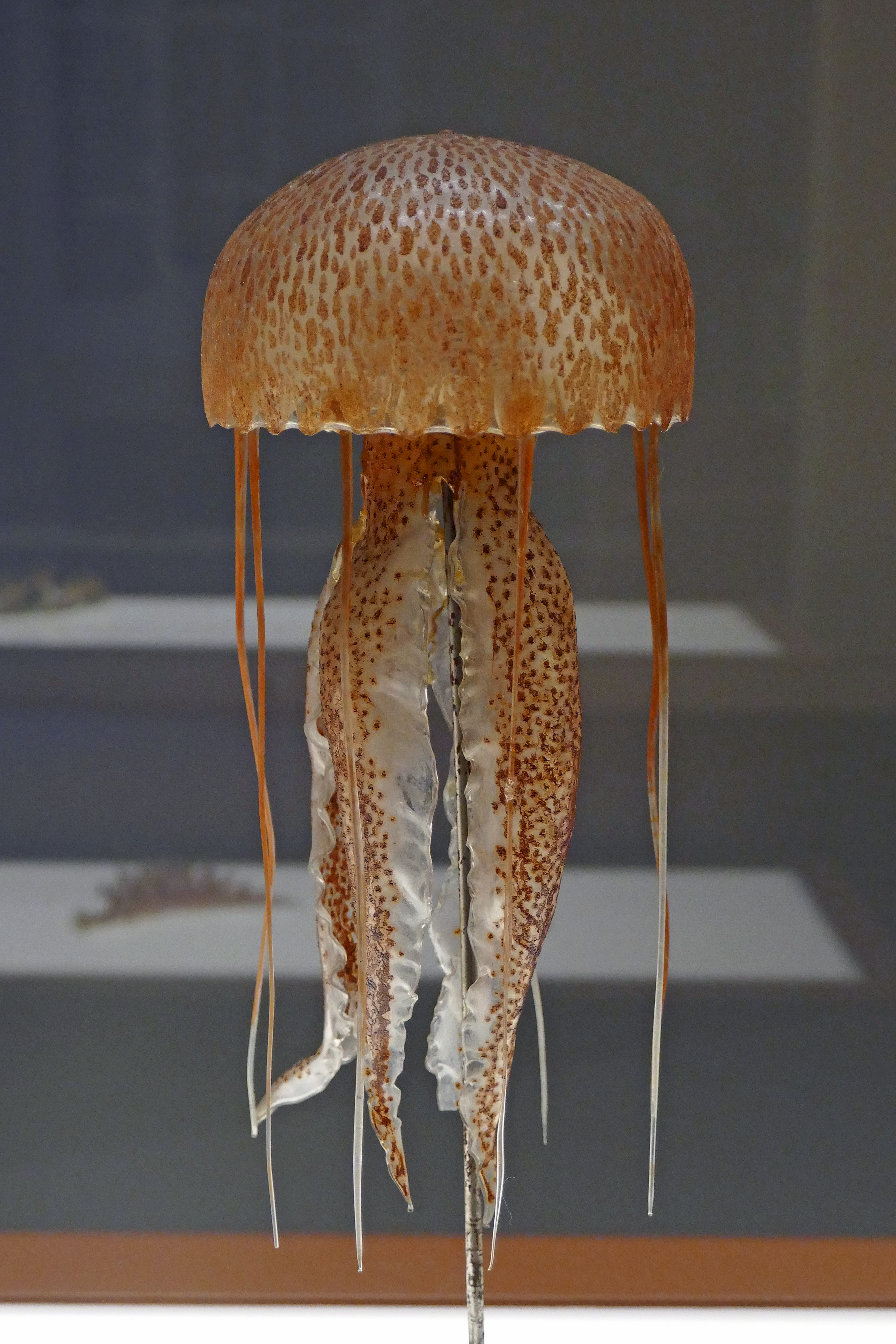
Pelagia noctiluca, in vetro di Leopold e Rudolf Blaschka
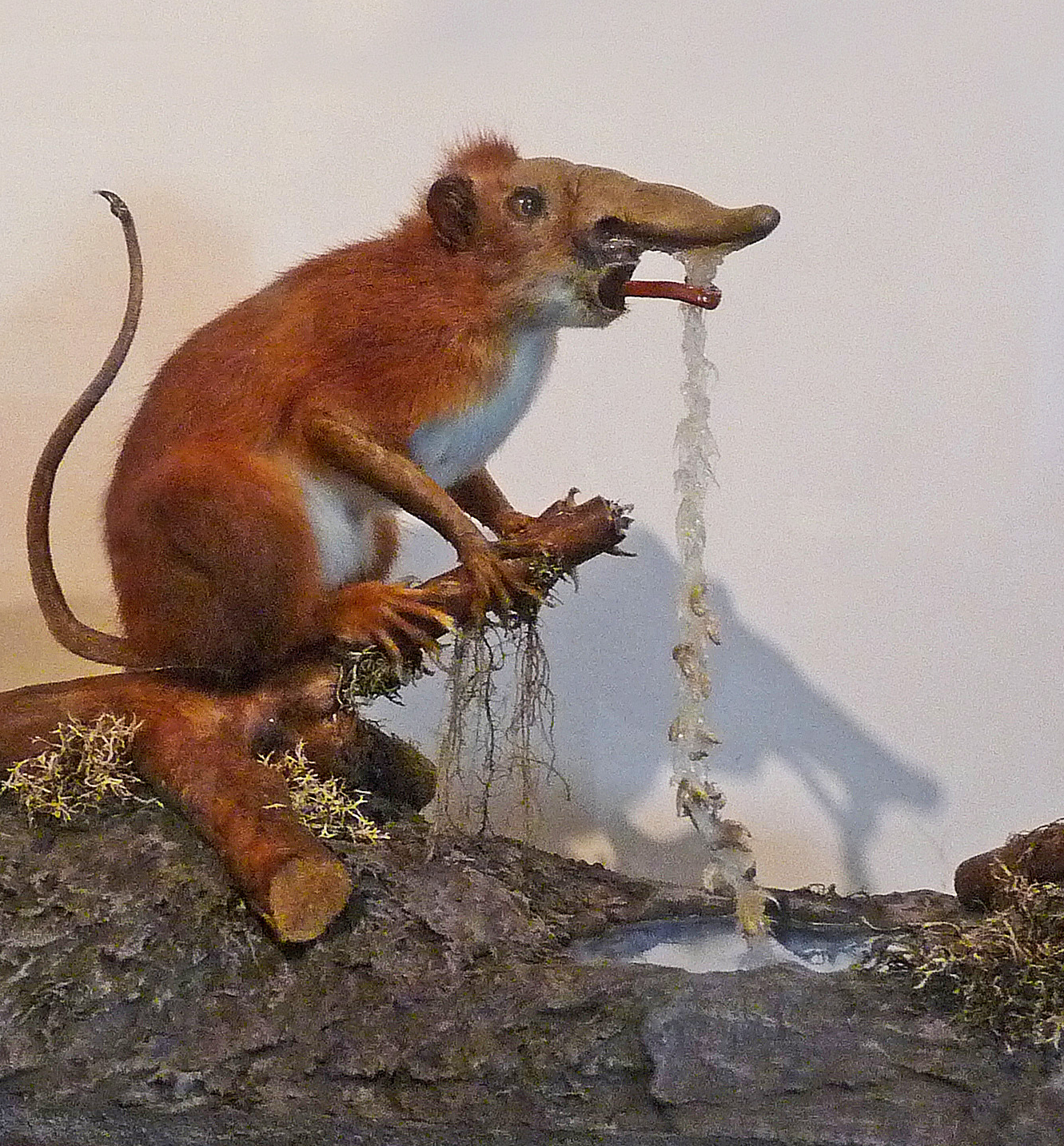
Le Rhinograde Emunctator sorbens al Museo zoologico di Strasburgo

## Filmografia
- Animal museum, film documentario realizzato da Philippe Poirier e Marie Frering, ADAV, Paris, 2006, 50' (DVD)